# Beneficio por acción

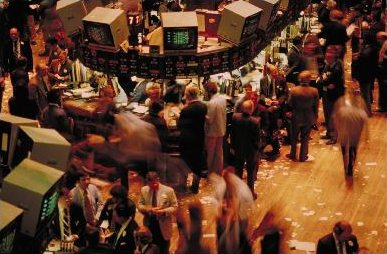
Bolsa de valores de Nueva York. 6 de abril de 2001.

El beneficio por acción o utilidades por acción o rendimiento por acción e inversiones  (BPA) es un medidor utilizado en el análisis de balance para medir la rentabilidad por acción en un periodo determinado. Su cálculo se realiza dividiendo los beneficios de la empresa en el periodo seleccionado entre el número de acciones que constituye su capital social.
Una variante de este concepto son las ganancias por acción diluidas. En este caso, se tiene en cuenta para el cálculo, no solo las acciones ordinarias existentes, sino también las que podrían llegar a existir, por ejemplo, como consecuencia de procedimientos remunerativos de empleados por medio de un plan de opciones de acciones o stock options.

## Fórmula
{\displaystyle {\mbox{BPA}}={\frac {\mbox{Beneficio}}{\mbox{Nº Acciones}}}}